# Rahnsdorf
Rahnsdorf, Berlin-Rahnsdorf – dzielnica (Ortsteil) Berlina w okręgu administracyjnym Treptow-Köpenick. Od 1 października 1920 w granicach miasta.  
W dzielnicy znajduje się stacja kolejowa Berlin-Rahnsdorf.